# Rok Žlindre

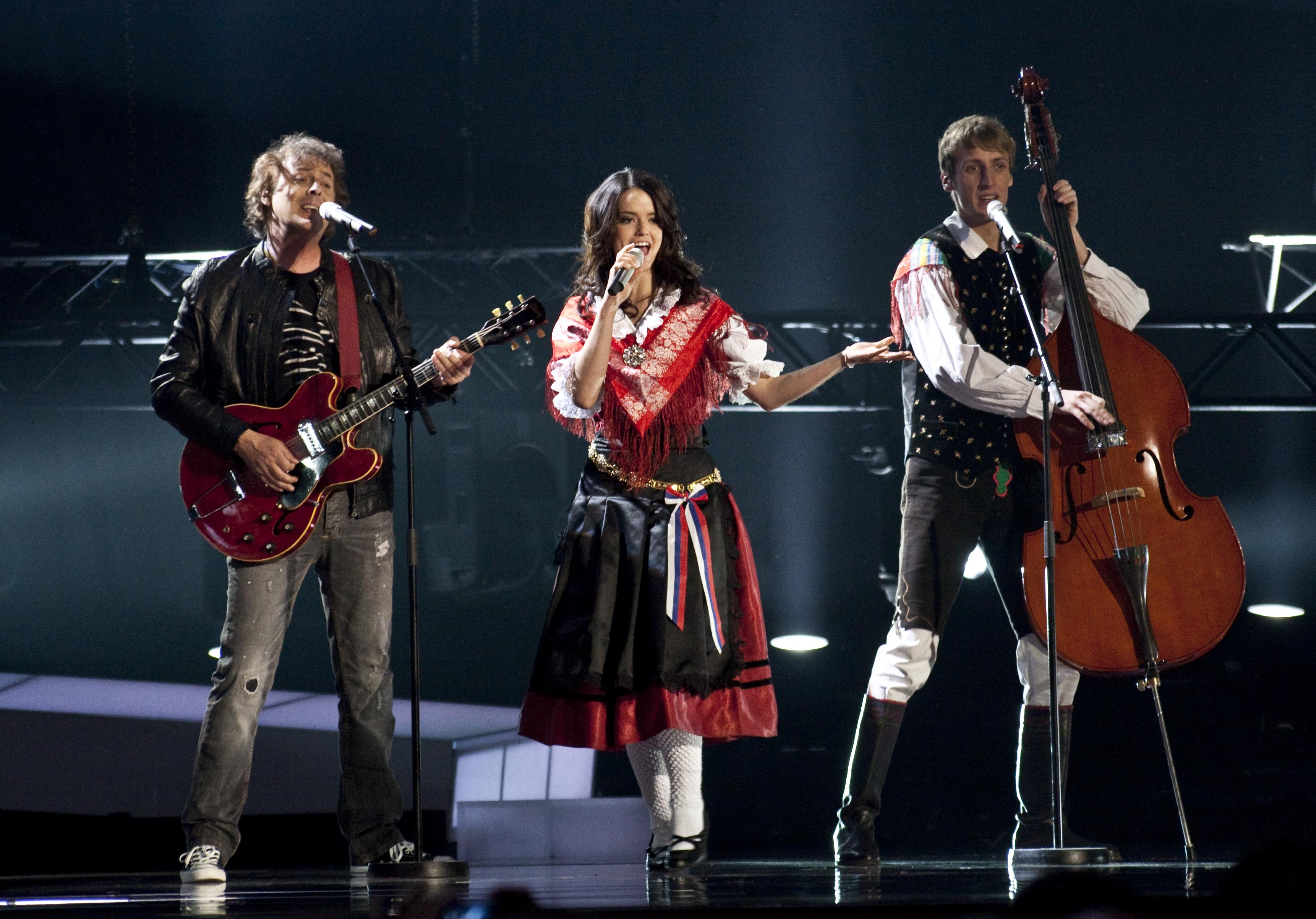
Tijdens Eurovisiesongfestival 2010

Rok Žlindre is een Sloveense zanger.
Samen met de band Kalamari vertegenwoordigde hij Slovenië op het Eurovisiesongfestival 2010 met het nummer Narodno zabavni rock. Het werd echter geen succes; Slovenië werd zestiende op zeventien deelnemers in de tweede halve finale, en kreeg slechts zes punten. Hiermee werd kwalificatie voor de finale ruimschoots misgelopen.
1993: 1X Band · 
1995: Darja Švajger · 
1996: Regina · 
1997: Tanja Ribič · 
1998: Vili Resnik · 
1999: Darja Švajger · 
2001: Nuša Derenda · 
2002: Sestre · 
2003: Karmen Stavec · 
2004: Platin · 
2005: Omar Naber · 
2006: Anžej Dežan · 
2007: Alenka Gotar · 
2008: Rebeka Dremelj · 
2009: Quartissimo feat. Martina · 
2010: Ansambel Žlindre & Kalamari · 
2011: Maja Keuc · 
2012: Eva Boto · 
2013: Hannah Mancini · 
2014: Tinkara Kovač · 
2015: Maraaya · 
2016: ManuElla · 
2017: Omar Naber · 
2018: Lea Sirk · 
2019: Zala Kralj & Gašper Šantl · 
2021: Ana Soklič · 
2022: LPS · 
2023: Joker Out · 
2024: Raiven · 
2025: Klemen
- International Standard Name Identifier: 0000 0004 7839 5786
- MusicBrainz: c004daf0-0553-432d-99e0-ccae7ba92bfc